# Lobelia gypsophila
Lobelia gypsophila är en klockväxtart som beskrevs av Tina J. Ayers. Lobelia gypsophila ingår i släktet lobelior, och familjen klockväxter. Inga underarter finns listade i Catalogue of Life.